# Альбертслунн (коммуна)
Альбертслунн (дат. Albertslund Kommune) — коммуна в столичном регионе (дат. Region Hovedstaden) Дании. Площадь — 23,04 км², что составляет 0,05 % от площади Дании без Гренландии и Фарерских островов. Численность населения на 1 января 2008 года — 27602 чел. (мужчины — 13810, женщины — 13792; иностранные граждане — 3453).

## Изображения

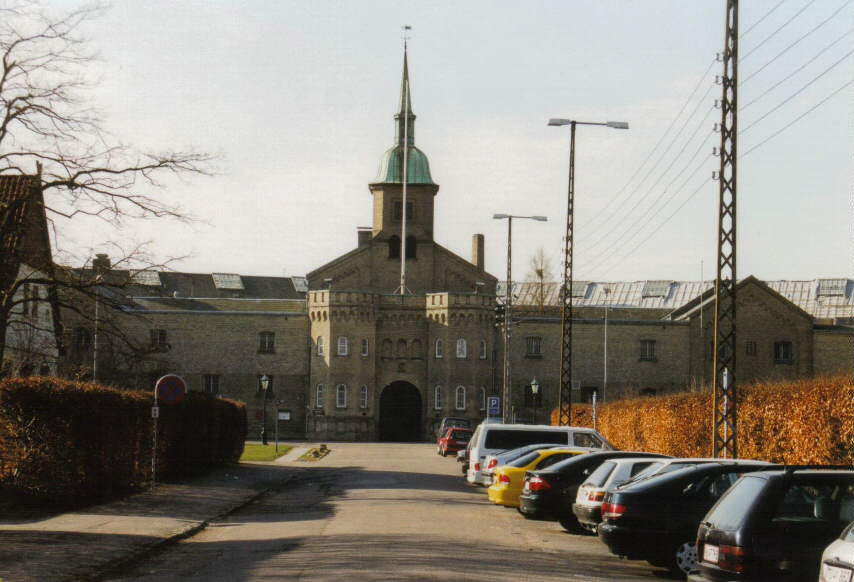

## Железнодорожные станции
- Альбертслунн (Albertslund)